# 康氏雙邊魚
康氏雙邊魚為輻鰭魚綱鱸形目鱸亞目雙邊魚科的其中一個種，分布於非洲南非、莫三比克、坦尚尼亞、肯亞、馬達加斯加、留尼旺及模里西斯的淡水及半鹹水水域，棲息在河口、池塘、沼澤，屬肉食性，以小型甲殼類、水生昆蟲等為食，夜行性，體長可達15公分。